# Mogera wogura
Mogera wogura е вид бозайник от семейство Къртицови (Talpidae).

## Разпространение
Видът е разпространен в Япония.